# Alfonso Poccard
Alfonso Eduardo Poccard Olivera (Zárate, Argentina, 25 de marzo de 1884- Buenos Aires, Argentina, 16 de agosto de 1977) fue un abogado, juez y periodista argentino, que se desempeñó como presidente de la Cámara Federal de la Capital.
Luego de cursar estudios en los colegios del Salvador y Nacional Buenos Aires, se recibió de abogado y doctor en Jurisprudencia por la Universidad de Buenos Aires.
Actuó sucesivamente como Procurador Fiscal Federal, Juez Federal de la Capital, Vocal de la Cámara Federal de la Capital, y finalmente como su Presidente de 1945 a 1946, año de su retiro.
Por integrar el mencionado tribunal, le cupo la responsabilidad de presidir la Junta Electoral de la Capital en las elecciones presidenciales de 1946, que consagraron a Juan Domingo Perón como presidente de Argentina.
Sumado a su carrera judicial, Poccard se desempeñó como periodista en el diario La Nación, como doctrinario en revistas jurídicas, y como aviador aficionado, siendo considerado el iniciador de la aviación nocturna en el país.

## Familia y primeros años
Alfonso Poccard nació el 25 de marzo de 1884 en Zárate, Buenos Aires. Fue bautizado meses más tarde con los nombres de Alfonso Eduardo el 18 de agosto de 1884 en la iglesia de Nuestra Señora del Carmen de Zárate, administrando el sacramento el párroco Andrés Labarga, y siendo padrinos su hermana mayor Carolina Elena Poccard y el marido de ésta, Vicente Dobarro (L°20 F°431).
Sus padres fueron el francés Juan Bautista Poccard-Chapuis, nacido en Peisey-Nancroix y radicado en Zárate, donde fue comerciante y hacendado, y María Clara Olivera Ábalos, criolla, con raíces en el Río de la Plata que se remontan al siglo XVI, cuando su antepasado el conquistador Gonzalo de Mendoza se se avecindó en Asunción.
La familia Poccard en pocas generaciones lograría ganar relevancia en los partidos de Zárate y Exaltación de la Cruz, incluso extendiendo su influencia a otras provincias. Adelina Poccard, hermana de Alfonso, se casaría con Luis Roque Dardanelli, presidente del Concejo Deliberante de Zárate. Su otra hermana Carolina sería madre de José Manuel Dobarro Poccard, fundador del Club Argentino de Zárate. Y finalmente de Catalina Poccard, también hermana de Alfonso, descendería Pedro Braillard Poccard, gobernador de Corrientes.

## Formación

### Educación primaria y secundaria
Alfonso Poccard cursós sus estudios primarios en el Colegio del Salvador de Buenos Aires, por aquel entonces pupilo, administrado por la Compañía de Jesús. Allí figura censado en 1895 como niño de diez años, argentino, capaz de leer y escribir.
Luego de egresarse, siguió participando activamente de la vida del Colegio del Salvador. En 1910 fue uno de los pioneros para la fundación de la Sociedad de Exalumnos del Salvador, proyecto del rector Padre Vicente Gambón, junto con Bernardino Bilbao, Nicanor G. de Nevares, José Frías, Osvaldo García Piñero y Eduardo Kenny. Ese mismo año firma el documento de adhesión al proyecto, y el 4 de noviembre de 1910 es designado como vocal de la sociedad. Décadas más tarde, en 1938, alcanzaría la vicepresidencia primera, cargo que volvería a ocupar a partir de mayo de 1943, siendo entonces presidente el ingeniero Rafael Ayerza.
Sus estudios secundarios continuaron en el Colegio Nacional de Buenos Aires, egresándose Poccard a los dieciséis años de edad en la promoción del 1900.

### Educación superior
Poccard recibió formación académica universitaria en Abogacía en la Facultad de Derecho y Ciencias Sociales de la Universidad de Buenos Aires, recibiéndose con el título de abogado. Posteriormente prosiguó sus estudios en materia jurídica, alcanzando el grado de Doctor en Jurisprudencia. Lo hizo en 1907, presentando una tesis doctoral referida a los Derechos Reales, titulada Del régimen inmobiliario e hipotecario argentino, junto a Santiago G. O'Farrell.

## Actuación pública
Luego de recibirse de abogado, y previo a comenzar su carrera dentro del Poder Judicial Argentino, el Dr. Alfonso E. Poccard ejerció su profesión de manera liberal. En el año 1921, su estudio se encontraba en la calle San Martín 345, en el barrio de San Nicolás de la Ciudad de Buenos Aires.

### Carrera judicial
En 1907, a los veintitrés años, el Dr. Poccard inicia su trayectoria judicial con el cargo de secretario de la Fiscalía Federal, ocupando dicha función por más de dos décadas, hasta 1931. Ese mismo año asume como agente fiscal en lo Civil y Comercial, en reemplazo del Dr. Perazzo Naón que había sido designado juez, desempeñándose Alfonso Poccard por tres años como tal.
El 11 de julio de 1934 el presidente Agustín P. Justo asciende a Alfonso Poccard, en reemplazo del Dr. Rodolfo Medina, al cargo de Procurador Fiscal Federal, iniciando así una larga trayectoria en dicho fuero. Desde la mencionada función el Dr. Poccard tuvo a cargo la investigación sobre el asesinato del senador nacional Enzo Bordabehere, ocurrido el 23 de julio de 1935 en la Cámara Alta del Congreso de la Nación Argentina, uno de los escándalos más importantes en el período histórico argentino conocido como la Década Infame.
Asimismo, en un proceso judicial de particular importancia para la definición de los derechos políticos de las minorías partidarias en la elección a presidente y vicepresidente de la República, Alfonso Poccard, como fiscal federal a cargo de la investigación, le aconsejó al juez de la causa que la Justicia no puede entrar en el análisis del alcance y validez constitucional de una ley esencialmente política que organiza otro poder del Estado.
Proseguiría en su carrera en el fuero federal al ser nombrado el 8 de julio de 1942 por el presidente Ramón Castillo, con acuerdo del Senado, juez federal de la Capital, en reemplazo del Dr. Eduardo Sarmiento, para así pasar de un rol acusatorio a un rol de administración de justicia, en el marco del proceso judicial.
Entre sus fallos más relevantes, se destaca la sentencia del 21 de agosto de 1942, por el cual Poccard se pronuncia en contra del pedido de la Sociedad del Puerto de Rosario para impedir que el Poder Ejecutivo tome posesión del puerto de la mencionada ciudad el 16 de octubre de 1942.

#### Cámara Federal de la Capital
El 29 de julio de 1944 el general Edelmiro Farrell designa al Dr. Alfonso E. Poccard como Vocal de la Excelentísima Cámara de Apelación, en el marco de la Justicia Federal de la Capital. Sería el último y más importante tribunal del que Poccard formaría parte, hasta su retiro definitivo. Asumiría dicha magistratura en reemplazo del Dr. Eduardo Sarmiento, y lo sustituiría en su cargo anterior de Procurador Fiscal Federal el Dr. Belisario Gache Pirán.

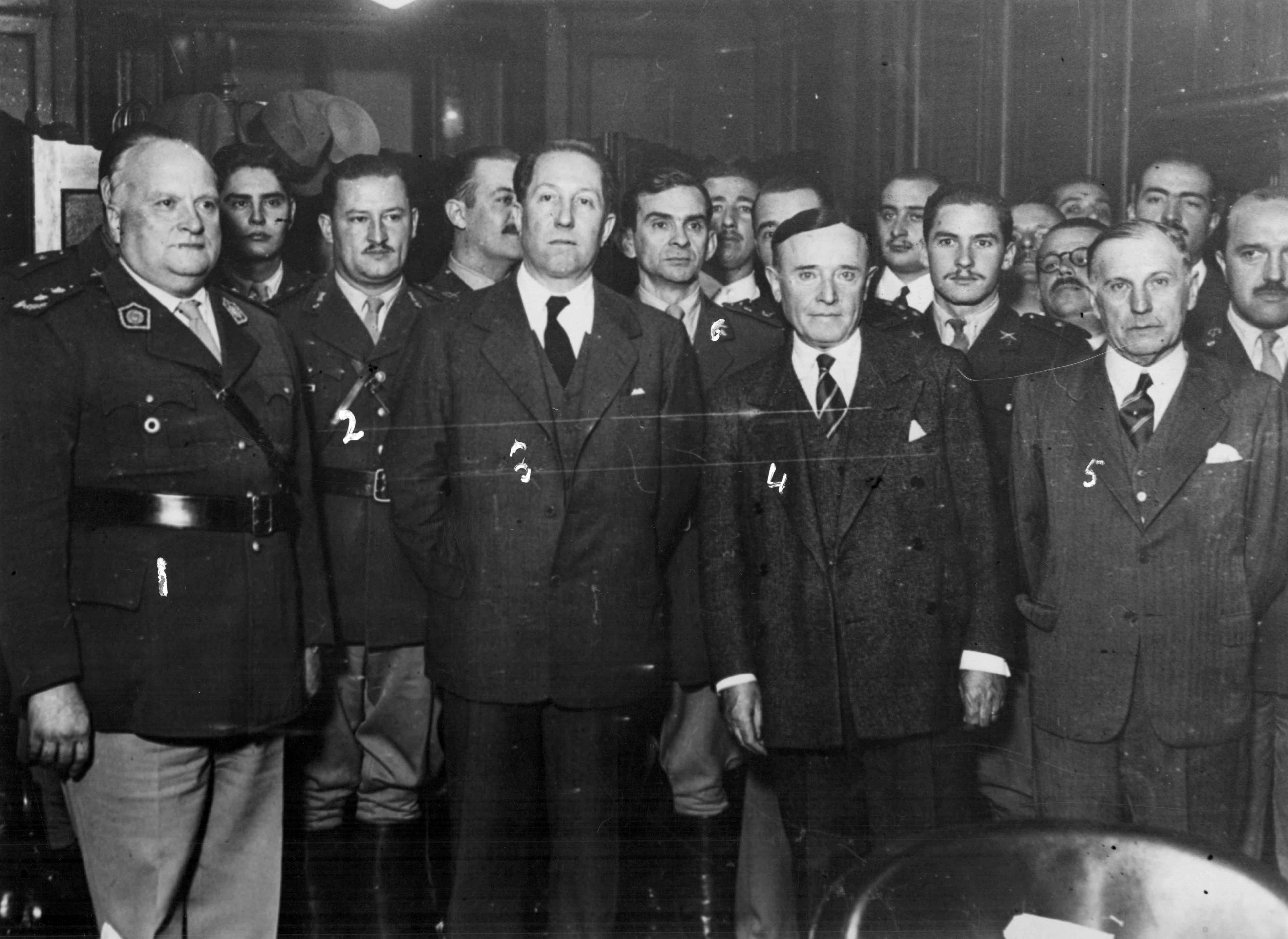
Alfonso Poccard junto al general Diego I. Mason, 1946.

La mencionada Cámara Federal de la Capital Federal existió como tal hasta 1977, año en el que fue sancionada la Ley N°21.628, estableciendo su división en tres cámaras de la Capital Federal: la Cámara Nacional de Apelaciones en lo Civil y Comercial Federal, la Cámara Nacional de Apelaciones en lo Contencioso Adminsitrativo Federal, y la Cámara Nacional de Apelaciones en lo Criminal y Correccional Federal.
Un año más tarde de pasar a integrar el mencionado tribunal, Poccard es elegido para presidirlo. Ejercería entonces la presidencia de la Cámara Federal de la Capital por dos años, hasta jubilarse en 1946.

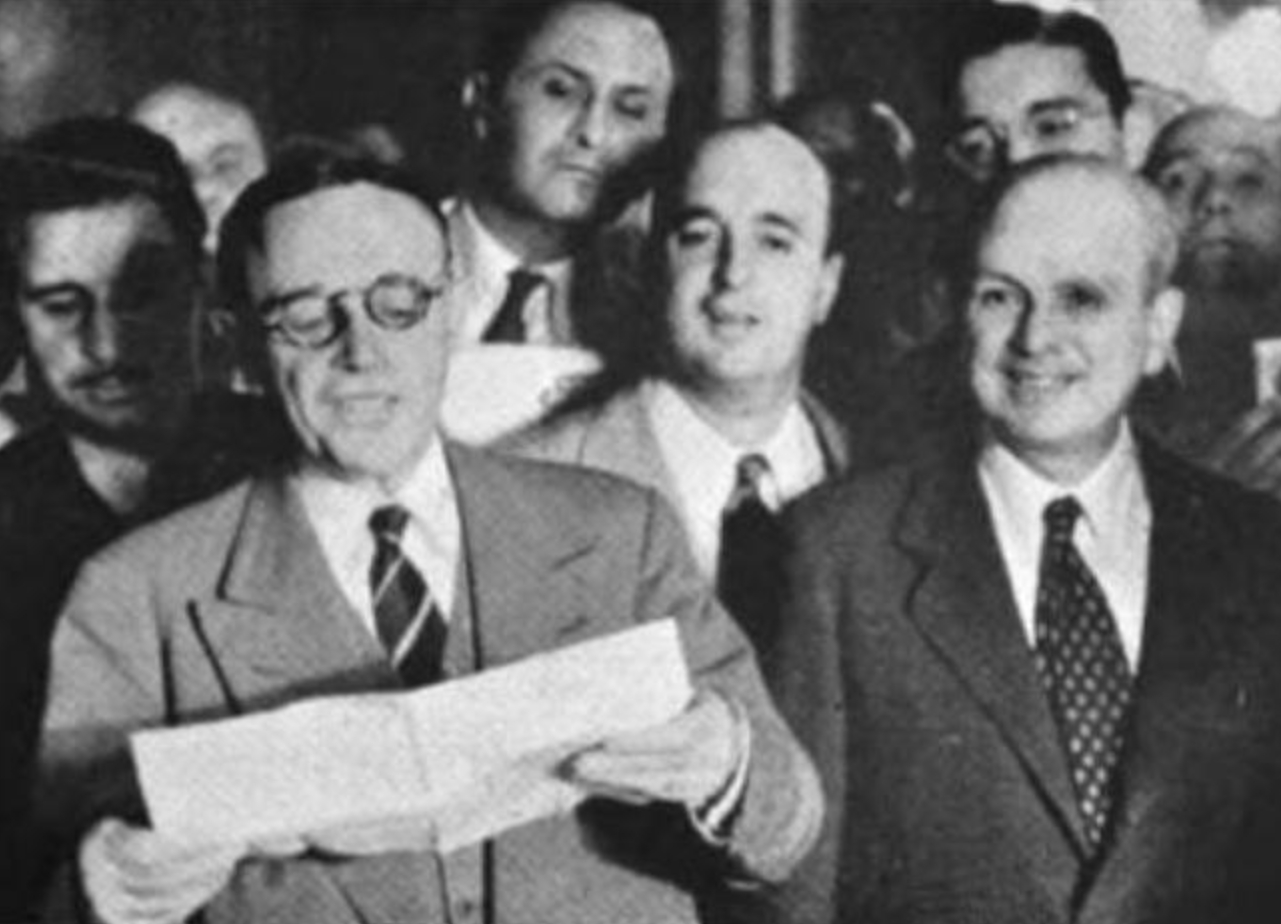
Proclamación de sufragio por el Dr. Alfonso E. Poccard en las elecciones de1946

#### Elecciones presidenciales de 1946
El domingo 24 de febrero de 1946 se llevaron a cabo en todo el país las elecciones presidenciales de Argentina, para definir quién sería el sucesor democrático del presidente de facto Edelmiro Farrell, siendo los candidatos Juan Domingo Perón y José Tamborini. Al Dr. Alfonso E. Poccard le cupo la resposabilidad de desempeñarse como presidente de la Junta Electoral de la Capital, que integraron asimismo Román Garriga y Horacio Fox.

Con respecto a su actuación como tal, el general Diego I. Mason, comandante electoral de la Capital, declaró:
El señor presidente de la Junta Escrutadora Nacional, conjuntamente con el comandante electoral, realizaron visitas de inspección por distintos comicios, comprobando la correcta interpretación de las leyes y reglamentos electorales, como asimismo la ejecución de las órdenes dispuestas para garantizar el normal desarrollo del acto comicial. Esto -conviene destacarlo- ha constituido un magnífico exponente de fervor cívico, digno de la cultura del pueblo donde se ha desarrollado. Nada ni nadie ha dificultado la libre concurrencia a las urnas. Toda la ciudad ha vivido una jornada tranquila, trasunto de la absoluta seguridad y libertad del acto eleccionario.
Los comicios, llevados a cabo con normalidad, tuvieron como resultado la elección de Juan Domingo Perón como Presidente de la Nación y de Hortensio Quijano como vicepresidente, para el período comprendido entre los años 1946 y 1952.

### Otras actividades
En paralelo al ejercicio de su profesión a través de la magistratura judicial, el Dr. Alfonso Poccard también perteneció a diversas asociaciones, tanto académicas como filantrópicas. Entre ellas, formó parte del Colegio de Abogados de Buenos Aires, de la Asociación de Magistrados, Funcionarios y Empleados de la Justicia de la Capital, del Consejo Superior de las Conferencias Vicentinas, y de la Academia del Plata, integrando su comisión directiva. También se desempeñó como presidente de la Congregación de la Santísima Virgen y vocal del Consejo Superior de H. Católicos.
El Dr. Poccard integró asimismo la Asociación de Magistrados y Funcionarios de la Justicia Nacional. El 15 de septiembre de 1935, bajo conducción del Dr. Isidoro Ruiz Moreno hijo, se llevó a cabo una asamblea complementaria de dicha agrupación. Allí se votó la nueva conformación del cuerpo directivo de la Asociación, siendo elegido Alfonso Poccard como su presidente, en reemplazo de Isidoro Ruiz Moreno hijo. Ocuparía la presidencia hasta noviembre de 1939, mes en el que Alfonso Poccard sería reemplazado por el Dr. Francisco Santa Coloma.

#### Periodismo
Asimismo, desarrolló actividades periodísticas, tanto en medios gráficos de difusión masiva, principalmente el diario La Nación, uno de los más importantes de Argentina en el siglo XX, como en publicaciones especializadas en investigar y difundir conocimiento jurídico. Así Poccard fue autor de trabajos doctrinarios publicados, entre otras, en las revistas Jurisprudencia Argentina y Doctrina.

## Matrimonio y descendencia

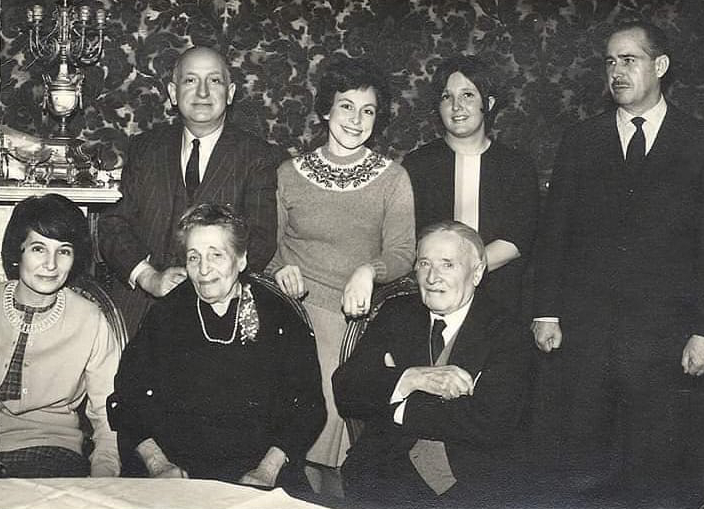
El matrimonio Poccard-Spinedi junto a sus yernos y nueras

Alfonso E. Poccard contrajo matrimonio el 19 de junio de 1908 en la Basílica de Nuestra Señora del Socorro de Buenos Aires, siendo testigos Benito Spinedi, padre de la novia, y Carolina Poccard de Braillard, hermana del novio (L°17 F°307), con Josefina María Spinedi Biesiot, nacida en Buenos Aires, hija del suizo Benito Spinedi y de la neerlandesa Lina Biesiot.
Entre 1909 y 1928 el matrimonio Poccard Spinedi tendría ocho hijos: Alfonso José, Lina María, María Angélica, Josefina, Juan Bautista, Eduardo, Jorge y Carlos. Seis de ellos tendrían descendencia, entre otras, en las familias Poccard Derqui, Bullrich Poccard, Poccard Medrano, Poccard Drago, Poccard Rentería Anchorena, Puelles Poccard, Laurenz Poccard, Desplats Poccard, etcétera.